# Sandiacre
Sandiacre – miasto w Anglii, w hrabstwie Derbyshire, w dystrykcie Erewash. Leży 13 km na wschód od miasta Derby i 176 km na północny zachód od Londynu. Miasto liczy 9000 mieszkańców.